# Son Valls
Son Valls (originàriament Son Valls de Padrines) és un llogaret de poblament dispers del terme de Felanitx situat a mig camí entre Porreres, Vilafranca i Felanitx. Pren el nom de la possessió homònima, que s'establí i donà lloc al naixement de la localitat.
Malgrat que no comptava amb un nucli urbà, davant la relativa densitat de poblament rural, el 1751 Salvador Valls de Padrina cedí a la diòcesi la capella de Son Valls de Padrina, que fou declarat oratori públic. El 1938 seria erigida vicaria in capite. Poc més tard, entre 1944 i 1955 es construí més al nord una església de bell nou, coneguda com l'Església Nova, dedicada a Crist Rei.
Durant la Segona República, el batle de Felanitx, Pere Oliver i Domenge, promogué la creació de diverses escoles rurals, entre les quals una a Son Valls, que va obrir cap a 1933 i va tancar a la dècada de 1970. L'edifici, propietat de l'ajuntament, va caure en estat d'abandonament, i el 2024 s'emprengué un projecte per rehabilitar-lo com a equipament municipal.